# Erkki Melartin
Erkki Melartin (Käkisalmi, 1875. február 7. – Pukinmäki, 1937. február 14.) finn későromantikus zeneszerző.

## Élete
A Helsinki Zenei Főiskolán, majd a Helsinki Konzervatóriumban volt zenetudományi oktató. 1908–1911-ben a Vyborg Zenekar karmestereként működött, és egészségügyi problémái ellenére zenei körutakon vett részt Észak-Afrikában és Indiában. Művein Gustav Mahler hatása érződik, ugyanakkor honfitársáé, Sibeliusé nem. Hat szimfóniát, egy operát (Aino), hegedűversenyeket, négy vonósnégyest, és több zongoradarabot komponált.

## Hangfelvételek
- 1. szimfónia, Op.30 – Youtube.com, Közzététel: 2013. aug. 27.
- 2. szimfónia, Op.30 – Youtube.com, Közzététel: 2013. aug. 28.
- 3. szimfónia, Op.40 – Youtube.com, Közzététel: 2013. aug. 29.
- 4. szimfónia, Op.80 – Youtube.com, Közzététel: 2013. aug. 30.
- 5. szimfónia, Op.90 – Youtube.com, Közzététel: 2013. aug. 31.
- 6. szimfónia, Op.100 – Youtube.com, Közzététel: 2013. aug. 31.

## Kották
- Melartin, Erkki. International Music Score Library Project. (Hozzáférés: 2019. május 17.)

## Fordítás
- Ez a szócikk részben vagy egészben  az   Erkki Melartin című angol Wikipédia-szócikk fordításán alapul.  Az eredeti cikk szerkesztőit annak laptörténete sorolja fel. Ez a jelzés csupán a megfogalmazás eredetét és a szerzői jogokat jelzi, nem szolgál a cikkben szereplő információk forrásmegjelöléseként.